# Carlo Colonna

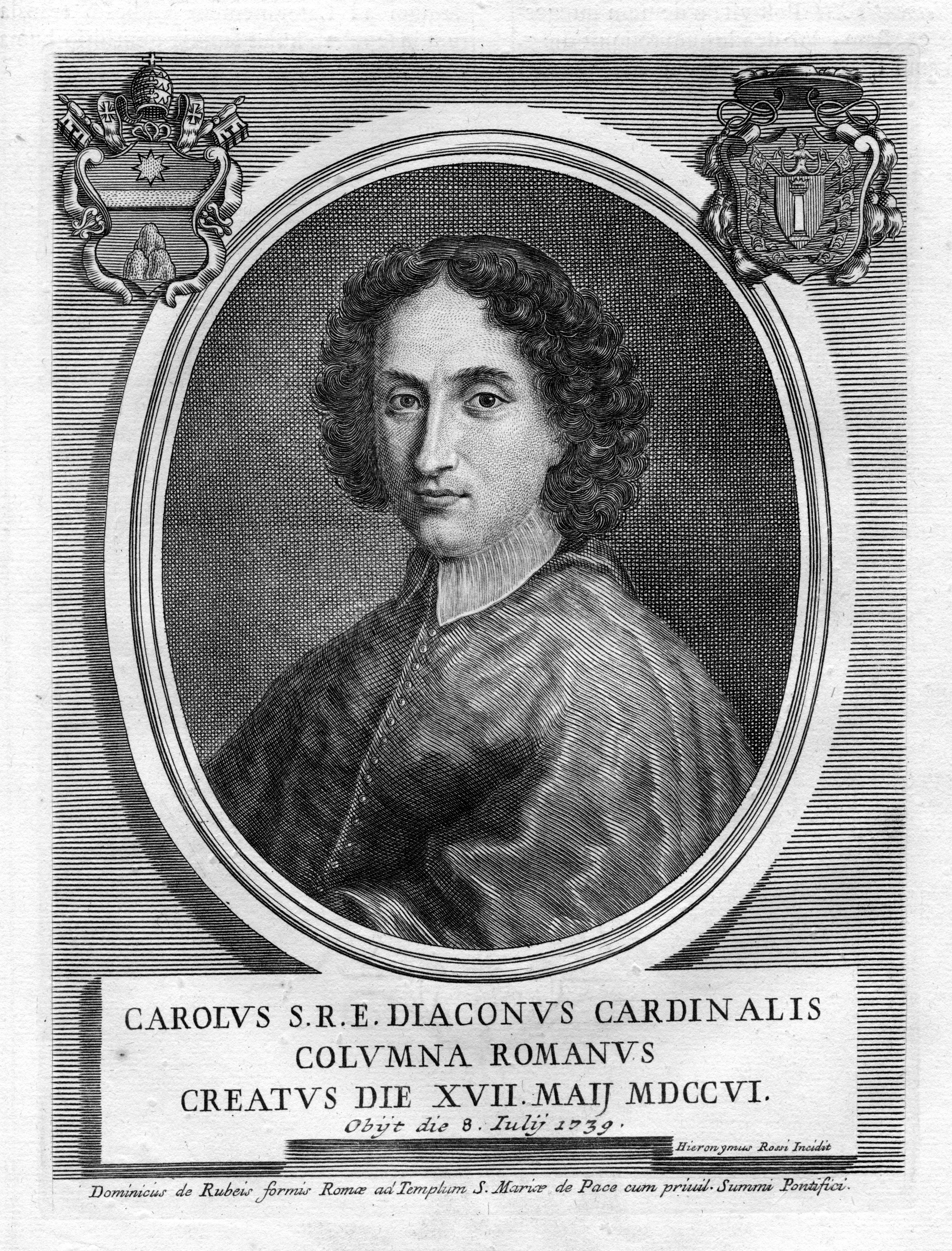
Carlo Kardinal Colonna (Porträt-Stich von Girolamo Rossi, 18. Jh.)

Carlo Colonna (* 17. November 1665 in Rom; † 8. Juli 1739 ebenda) war ein italienischer Kardinal der Römischen Kirche.

## Leben
Carlo Colonna entstammte der weitverzweigten Adelsfamilie der Colonna und war das dritte Kind von Lorenzo Onofrio I. Colonna, achter Herzog und Fürst von Paliano, und dessen Ehefrau Maria Mancini, einer Nichte von Kardinal Mazarin.
Er begann seine Laufbahn als Apostolischer Protonotar und war ab dem 7. März 1696 Referendar an den Gerichtshöfen der Apostolischen Signatur. Am darauffolgenden Tag wurde er zum Präfekten des Apostolischen Palastes ernannt.
Papst Clemens XI. kreierte ihn im Konsistorium vom 17. Mai 1706 zum Kardinaldiakon, den roten Hut und die Titeldiakonie Santa Maria della Scala erhielt Carlo Colonna am 25. Juni 1706. Am 6. Mai 1715 optierte er zur Titeldiakonie Sant’Angelo in Pescheria. Carlo Colonna war Teilnehmer des Konklave 1721, das Papst Innozenz XIII. wählte. Ferner nahm er am Konklave 1724 teil, bei dem Benedikt XIII. zum Papst gewählt wurde. Auch beim Konklave 1730, das Clemens XII. wählte, war er zugegen. Er optierte am 24. Juli 1730 zur Titeldiakonie Sant’Agata in Suburra.
Carlo Colonna starb in Rom und wurde in der Lateranbasilika beigesetzt. Seine Eingeweide wurden in der Basilika Santi XII Apostoli gesondert bestattet.

## Wirken
Carlo Colonna war einer der ersten Förderer des Komponisten Georg Friedrich Händel.